# Bienna Jets 2024
Questa voce raccoglie le informazioni riguardanti i Bienna Jets nelle competizioni ufficiali della stagione 2024.

## Lega B 2024

### Stagione regolare
| Bienne 1º aprile 2024, ore 14:00 1ª giornata | Bienna Jets | 7 – 29 referto | Luzern Lions | Sportplatz Mettmoos\| Arbitro: \| Böni \| |
| Arbitro:                                     | Böni        |                |              |                                           |

| Neuhausen am Rheinfall 14 aprile 2024, ore 14:00 3ª giornata | Schaffhausen Sharks | 19 – 23 referto | Bienna Jets | Stadion Langriet\| Arbitro: \| Waser \| |
| Arbitro:                                                     | Waser               |                 |             |                                         |

| Bienne 21 aprile 2024, ore 14:00 4ª giornata | Bienna Jets | 0 – 6 referto | Lausanne LUCAF Owls | Sportplatz Mettmoos\| Arbitro: \| Gerber \| |
| Arbitro:                                     | Gerber      |               |                     |                                             |

| Langenthal 4 maggio 2024, ore 18:00 6ª giornata | Langenthal Invaders | 29 – 14 referto | Bienna Jets | Stadion Hard\| Arbitro: \| M. Meier \| |
| Arbitro:                                        | M. Meier            |                 |             |                                        |

| Bienne 20 maggio 2024, ore 14:00 7ª giornata | Bienna Jets | 7 – 20 referto | Schaffhausen Sharks | Sportplatz Mettmoos\| Arbitro: \| Gerber \| |
| Arbitro:                                     | Gerber      |                |                     |                                             |

| Bienne 9 giugno 2024, ore 14:00 10ª giornata | Bienna Jets | 7 – 29 referto | Langenthal Invaders | Sportplatz Mettmoos\| Arbitro: \| M. Meier \| |
| Arbitro:                                     | M. Meier    |                |                     |                                               |

| Chavannes-près-Renens 16 giugno 2024, ore 14:00 11ª giornata | Lausanne LUCAF Owls | 33 – 6 referto | Bienna Jets | Centre Sportif\| Arbitro: \| Böni \| |
| Arbitro:                                                     | Böni                |                |             |                                      |

| Lucerna 22 giugno 2024, ore 18:00 12ª giornata | Luzern Lions | 10 – 3 referto | Bienna Jets | Leichtathletikstadion Hubelmatt\| Arbitro: \| Birnbaum \| |
| Arbitro:                                       | Birnbaum     |                |             |                                                           |

## Statistiche di squadra
| Competizione      | %Vittorie | In casa | In casa | In casa | In casa | In casa | In casa | In trasferta | In trasferta | In trasferta | In trasferta | In trasferta | In trasferta | Totale | Totale | Totale | Totale | Totale | Totale |
| Competizione      | %Vittorie | G       | V       | N       | P       | Pf      | Ps      | G            | V            | N            | P            | Pf           | Ps           | G      | V      | N      | P      | Pf     | Ps     |
| ----------------- | --------- | ------- | ------- | ------- | ------- | ------- | ------- | ------------ | ------------ | ------------ | ------------ | ------------ | ------------ | ------ | ------ | ------ | ------ | ------ | ------ |
| Stagione regolare | .125      | 5       | 0       | 0       | 4       | 21      | 84      | 4            | 1            | 0            | 3            | 46           | 91           | 8      | 1      | 0      | 7      | 67     | 175    |
| Totale            | .125      | 4       | 0       | 0       | 4       | 21      | 84      | 4            | 1            | 0            | 3            | 46           | 91           | 8      | 1      | 0      | 7      | 67     | 175    |